# Бернар Бліє
Берна́р Бліє́ (фр. Bernard Blier; 11 січня 1916, Буенос-Айрес, Аргентина — †29 березня 1989, Сен-Клу, Франція) — французький театральний та кіноактор. Батько режисера Бертрана Бліє.

## Біографія та кар'єра
Бернар Бліє народився 11 січня 1916 в Буенос-Айресі, Аргентина, де в той час знаходилася сім'я його батька-біолога. Навчався в ліцеї Кондорсе, а потім вирішив стати актором. Поступивши з третього разу до Консерваторії, Бліє у 1937 році потрапляє у клас Луї Жуве, де знайомиться зі своїми однокурсниками — Франсуа Пер'є та Жераром Урі, з якими підтримував теплі стосунки протягом усього життя.
Кінодебют Бернара Бліє відбувся у невеликій ролі в 1936 році. Першу помітну роль у кіно зіграв у фільмі Марселя Карне «Північний готель», потім він знявся у нього ж у стрічці «День починається», де познайомився з Жаном Габеном.
Під час війни Бертарн Бліє потрапив у полон і більше року провів у таборі в Австрії. Після репатріації він таємно заробляє, граючи епізодичні ролі у кіно та театрі, а після звільнення, починає повноцінно працювати у кіно, театрі та на радіо.
У 1950-1960-і роки Бертарн Бліє багато знімається як у Франції, так і в Італії, в різних жанрах, часто в комедіях поряд з Бурвілем, Луї де Фюнесом та іншими відомими акторами.
У 1970-ті найяскравішою була для Бліє співпраця з П'єром Рішаром. Серед найвідоміших робіт цього періоду — роль придуркуватого лиходія Мілана у «Високому блондинові в чорному черевику» (1972) режисера Іва Робера.
В останні роки свого життя Бліє знімався в основному в Італії, де він був надзвичайно популярним. Всього за час своєї акторської кар'єри Бернар Бліє знався у майже 140 фільмах.
У 1989 році, через 24 дня після смерті, Бернар Бліє був посмертно удостоєний почесної премії «Сезар» за внесок у кінематограф.

## Особисте життя
У 1937-у році Бернар Бліє одружився з Жізель Брюне, а через рік у подружжя народився син Бертран, який став відомим французьким кінорежисером. З 1965 року до своєї смерті 29 березня 1989 року був вдруге одружений з Анеттою Мартін.

## Фільмографія
| Рік  | Українська назва                                                          | Оригінальна назва                                                                  | Роль                                           | Режисер              |
| ---- | ------------------------------------------------------------------------- | ---------------------------------------------------------------------------------- | ---------------------------------------------- | -------------------- |
| 1938 | Північний готель                                                          | Hôtel du Nord                                                                      | Проспер Трімо                                  | Марсель Карне        |
| 1939 | День починається                                                          | Le jour se lève                                                                    | Гастон                                         | Марсель Карне        |
| 1941 | Убивство Діда Мороза                                                      | L'assassinat du Père Noël                                                          | бригадир                                       | Крістіан-Жак         |
| 1942 | Фантастична симфонія                                                      | La symphonie fantastique                                                           | Антуан Шарбоннель                              | Крістіан-Жак         |
| 1942 | Весілля Шиффон                                                            | Le Mariage de Chiffon                                                              | готельний гарсон                               | Клод Отан-Лара       |
| 1945 | Кармен                                                                    | Carmen                                                                             | Ремендадо                                      | Крістіан-Жак         |
| 1947 | Набережна Орфевр                                                          | Quai des Orfèvres                                                                  | Моріс Мартіно                                  | Анрі-Жорж Клузо      |
| 1948 | Деде з Антверпена                                                         | Dédée d'Anvers                                                                     | Рене                                           | Ів Аллегре           |
| 1948 | Людина людям                                                              | D'homme à hommes                                                                   | Кокійе                                         | Крістіан-Жак         |
| 1949 | Повернення до життя (новела «Повернення тітоньки Емми»)                   | Retour à la vie (Le retour de tante Emma)                                          | Гастон                                         | Андре Каятт          |
| 1950 | Загублені сувеніри                                                        | Souvenirs perdus                                                                   | агент поліції Рауль                            | Крістіан-Жак         |
| 1951 | Адреса невідома                                                           | Sans laisser d'adresse                                                             | Еміль Готьє                                    | Жан-Поль Ле Шануа    |
| 1952 | Шлюбне агентство                                                          | Agence matrimoniale                                                                | Ноель, скромний клерк банку                    | Жан-Поль Ле Шануа    |
| 1952 | Я був ним три рази                                                        | Je l'ai été trois fois                                                             | Анрі, чоловік Терези Вердьє                    | Саша Гітрі           |
| 1954 | Перед потопом                                                             | Avant le déluge                                                                    | мосьє Марсель Нобле                            | Андре Каятт          |
| 1955 | Чорне досьє                                                               | Le Dossier noir                                                                    | комісар Нобле                                  | Андре Каятт          |
| 1955 | Гусари                                                                    | Les Hussards                                                                       | Ле Гус                                         | Алекс Жоффе          |
| 1956 | Злочин і кара                                                             | Le Crime et le Chatiment                                                           | Антуан Монестьє                                | Жорж Лампен          |
| 1957 | Людина в непромокальному плащі                                            | L'Homme à l'imperméable                                                            | мосьє Рафаель                                  | Жульєн Дювів'є       |
| 1957 | Поворот дверної ручки                                                     | Retour de manivelle                                                                | комісар Плантавен                              | Дені де ла Пательєр  |
| 1958 | Знедолені                                                                 | Les Misérables                                                                     | Жавер                                          | Жан-Поль Ле Шануа    |
| 1958 | Сильні світу цього                                                        | Les Grandes familles                                                               | Сімон Лашем, секретар Ноеля                    | Дені де ла Пательєр  |
| 1958 | Гравець                                                                   | Le joueur                                                                          | генерал Загоренскій                            | Клод Отан-Лара       |
| 1959 | Волоцюга Архімед                                                          | Archimède, le clochard                                                             | пан Пішон, новий власник кафе                  | Жиль Гранж'є         |
| 1959 | Марія-Жовтень                                                             | Marie-Octobre                                                                      | Жюльєн Сімоно, адвокат по кримінальним справам | Жульєн Дювів'є       |
| 1959 | Очі кохання                                                               | Les Yeux de l'amour                                                                | лікар Андрійо                                  | Дені де ла Пательєр  |
| 1960 | Злочин                                                                    | Chacun son alibi                                                                   | комісар поліції                                | Діно де Лаурентіс    |
| 1961 | Президент                                                                 | Le Président                                                                       | Філіпп Шаламон                                 | Анрі Верней          |
| 1961 | Чорний монокль                                                            | Le Monocle noir                                                                    | комісар Турнамір                               | Жорж Лотнер          |
| 1963 | Жерміналь                                                                 | Germinal                                                                           | Анбо                                           | Ів Аллегре           |
| 1963 | Дядечки-гангстери                                                         | Les tontons flingueurs                                                             | Рауль Вольфоні                                 | Жорж Лотнер          |
| 1964 | Вища невірність                                                           | Haute Infidélité                                                                   | Серджо                                         | Маріо Монічеллі      |
| 1964 | Сто тисяч доларів на сонці                                                | Cent mille dollars au soleil                                                       | Міч-Міч, водій вантажівки                      | Анрі Верней          |
| 1964 | Полювання на чоловіка                                                     | La Chasse à l'homme                                                                | батько Деніз                                   | Едуар Молінаро       |
| 1964 | Розкішний рогоносець                                                      | Il magnifico cornuto                                                               | Роберто Маріотті                               | Антоніо П'єтранджелі |
| 1964 | Барбузи — секретні агенти                                                 | Les Barbouzes                                                                      | Кафареллі                                      | Жорж Лотнер          |
| 1964 | Шанс і кохання                                                            | La Chance et l'Amour                                                               | Камійї                                         | Бертран Таверньє     |
| 1966 | Питання честі                                                             | Una questione d'onore                                                              | дон Леандро Санна                              | Луїджі Дзампа        |
| 1966 | Ресторан пана Септіма                                                     | Le Grand Restaurant                                                                | поліцейський комісар                           | Жак Бенар            |
| 1967 | Ідіот у Парижі                                                            | Un idiot à Paris                                                                   | Леон Дессертін                                 | Серж Корбер          |
| 1967 | Сторонній                                                                 | Lo straniero                                                                       | адвокат                                        | Лукіно Вісконті      |
| 1968 | Чи вдасться нашим героям знайти свого друга, який таємниче зник в Африці? | Riusciranno i nostri eroi a ritrovare l'amico misteriosamente scomparso in Africa? | Убальдо Пальмаріні                             | Етторе Скола         |
| 1969 | Мій дядько Бенжамен                                                       | Mon oncle Benjamin                                                                 | маркіз                                         | Едуар Молінаро       |
| 1970 | Вона не п'є, вона не палить, вона не вживає наркотики, але вона говорить  | Elle boit pas, elle fume pas, elle drague pas, mais… elle cause !                  | мосьє Літар                                    | Мішель Одіар         |
| 1970 | Розсіяний                                                                 | Le Distrait                                                                        | мосьє Гітон                                    | П'єр Рішар           |
| 1971 | Нехай звучить цей вальс                                                   | Laisse aller, c'est une valse                                                      | комісар Каййо                                  | Жорж Лотнер          |
| 1971 | Джо                                                                       | Jo                                                                                 | інспектор Дюкро                                | Жан Жиро             |
| 1972 | Вбивця                                                                    | Le tueur                                                                           | Франсуа Тейє                                   | Дені де ла Пательєр  |
| 1972 | Базікає, краде… іноді убиває                                              | Elle cause plus… elle flingue                                                      | інспектор Каміль Бістінґо                      | Мішель Одіар         |
| 1972 | Високий блондин у чорному черевику                                        | Le Grand Blond avec une chaussure noire                                            | полковник Бернар Мілан                         | Ів Робер             |
| 1973 | Я нічого не знаю, але усе скажу                                           | Je sais rien mais je dirai tout                                                    | мосьє Гасті-Леруа                              | П'єр Рішар           |
| 1975 | Не потрібно мовчати тому, що нічого сказати                               | C'est pas parce qu'on a rien à dire qu'il faut fermer sa gueule                    | Фано                                           | Жак Бенар            |
| 1975 | Мої друзі                                                                 | Mes chers amis                                                                     | Ріґі Ніколо                                    | Маріо Монічеллі      |
| 1976 | Спокій                                                                    | Calmos                                                                             | священик Еміль                                 | Бертран Бліє         |
| 1976 | Труп мого ворога                                                          | Le Corps De Mon Ennemi                                                             | Жан-Батіст Бомон-Лігар                         | Анрі Верней          |
| 1976 | Золота ніч                                                                | Nuit d'or                                                                          | комісар Піду                                   | Серж Моаті           |
| 1979 | Чорна серія                                                               | Série noire                                                                        | Стаплен                                        | Ален Корно           |
| 1979 | Холодні закуски                                                           | Buffet Froid                                                                       | інспектор Морвандьйо                           | Бертран Бліє         |
| 1980 | Повернися, Еудженіо                                                       | Voltati Eugenio                                                                    | дід Еудженіо                                   | Луїджі Коменчіні     |
| 1981 | Нафта! Нафта!                                                             | Pétrole! Pétrole!                                                                  | емір Абдулла                                   | Крістіан Жіон        |
| 1984 | Серце                                                                     | Il Cuore                                                                           | інженер Боттіні                                | Луїджі Коменчіні     |
| 1985 | Подвійне життя Маттіа Паскаля                                             | Le due vita di Mattia Pascal                                                       | Ансельмо Палеарі                               | Маріо Монічеллі      |
| 1985 | Мої друзі 3                                                               | Mes chers amis 3                                                                   | Стефано Ленці                                  | Нанні Лой            |
| 1986 | Сподіваємося, що буде дівчинка                                            | Speriamo che sia femmina                                                           | дід Гуго                                       | Маріо Монічеллі      |
| 1987 | Шахраї                                                                    | I picari                                                                           | хуліган                                        | Маріо Монічеллі      |
| 1988 | Біси                                                                      | Les Possédés                                                                       | губернатор                                     | Анджей Вайда         |
| 1988 | Цвяхоїд                                                                   | Mangeclous                                                                         | Салтьєл                                        | Моше Мізрахі         |
| 1988 | Вибух життя                                                               | Una botta di vita                                                                  | Джузеппе Мордардіні                            | Енріко Ольдоїні      |
| 1989 | Паганіні                                                                  | Paganini                                                                           | пастер Каффареллі                              | Клаус Кінскі         |

## Визнання
| Рік                | Категорія                                           | Фільм                                               | Результат |
| ------------------ | --------------------------------------------------- | --------------------------------------------------- | --------- |
| Премія «Сезар»     |                                                     |                                                     |           |
| 1980               | Найкращий актор другого плану                       | Чорна серія                                         | Номінація |
| 1989               | Почесний «Сезар» за видатні заслуги у кінематографі | Почесний «Сезар» за видатні заслуги у кінематографі | Перемога  |
| Давид ді Донателло |                                                     |                                                     |           |
| 1986               | Найкращу чоловіча роль другого плану                | Давайте сподіватися, що буде дівчинка               | Перемога  |